# Abdallah Benanteur
Pour les articles homonymes, voir Benanteur.
 (août 2024).
La mise en forme du texte ne suit pas les recommandations de Wikipédia : il faut le « wikifier ».
Les points d'amélioration suivants sont les cas les plus fréquents. Le détail des points à revoir est peut-être précisé sur la page de discussion.
- Les titres sont pré-formatés par le logiciel. Ils ne sont ni en capitales, ni en gras.
- Le texte ne doit pas être écrit en capitales (les noms de famille non plus), ni en gras, ni en italique, ni en « petit »…
- Le gras n'est utilisé que pour surligner le titre de l'article dans l'introduction, une seule fois.
- L'italique est rarement utilisé : mots en langue étrangère, titres d'œuvres, noms de bateaux, etc.
- Les citations ne sont pas en italique mais en corps de texte normal. Elles sont entourées par des guillemets français : « et ».
- Les listes à puces sont à éviter, des paragraphes rédigés étant largement préférés. Les tableaux sont à réserver à la présentation de données structurées (résultats, etc.).
- Les appels de note de bas de page (petits chiffres en exposant, introduits par l'outil «  Source ») sont à placer entre la fin de phrase et le point final[comme ça].
- Les liens internes (vers d'autres articles de Wikipédia) sont à choisir avec parcimonie. Créez des liens vers des articles approfondissant le sujet. Les termes génériques sans rapport avec le sujet sont à éviter, ainsi que les répétitions de liens vers un même terme.
- Les liens externes sont à placer uniquement dans une section « Liens externes », à la fin de l'article. Ces liens sont à choisir avec parcimonie suivant les règles définies. Si un lien sert de source à l'article, son insertion dans le texte est à faire par les notes de bas de page.
- La présentation des références doit suivre les conventions bibliographiques. Il est recommandé d'utiliser les modèles {{Ouvrage}}, {{Chapitre}}, {{Article}}, {{Lien web}} et/ou {{Bibliographie}}. Le mode d'édition visuel peut mettre en forme automatiquement les références.
- Insérer une infobox (cadre d'informations à droite) n'est pas obligatoire pour parachever la mise en page.

Pour une aide détaillée, merci de consulter Aide:Wikification.
Si vous pensez que ces points ont été résolus, vous pouvez retirer ce bandeau et améliorer la mise en forme d'un autre article.
Abdallah Benanteur, né le 3 mars 1931 à Mostaganem (Algérie) et mort le 31 décembre 2017 à Ivry-sur-Seine,,,, est un peintre et graveur algérien.
Installé en France en 1953, il est l'un des représentants de la peinture algérienne moderne. Il est l'époux de la poétesse Monique Boucher-Benanteur (1935-2014).

## Biographie
Abdallah Benanteur commence à peindre en 1943, des fleurs puis des natures mortes, les paysages de la région ainsi que des portraits et des autoportraits. À partir de 1946, il fréquente les ateliers de sculpture, pendant deux ans, puis de peinture, pendant quatre ans, de l'école des beaux-arts d'Oran, dans l'atelier de Robert Martin qui dirige parallèlement la galerie d'avant-garde Colline. Benanteur y rencontre le peintre Abdelkader Guermaz : « Il était miraculeux de voir un Algérien faire de la peinture et l'exposer. Peut-être que sans lui nous n'aurions pas fait de peinture, il nous montrait que c'était possible », confiera-t-il.
Vers 1946, Abdallah Benanteur et Mohammed Khadda se lient d'amitié et vont ensemble peindre dans les environs de Mostaganem. « Nous allions, en fin de semaine, Abdallah et moi, à la recherche du sujet : quelque rare verdure. Nos randonnées nous menaient le plus souvent au pied du Dahra », écrira Khadda : « Nos relations ont été déterminantes dans l'orientation de nos futurs itinéraires. Nous nous soutenions l'un l'autre et les découragements étaient nombreux dans cette petite ville fermée sur elle-même ». En 1948, les deux jeunes peintres vont jusqu'à Alger rendre visite à un ami au sanatorium de Rivet (Meftah) et découvrir le musée des beaux-arts.

En 1953, Benanteur s'embarque avec Khadda d'Oran pour Marseille, s'installe à Paris, puis à Ivry-sur-Seine. Il fréquente en 1954 et 1955 les cours du soir de l'académie de la Grande Chaumière. 

« Quitter ce que j'avais de plus cher, c'était pour faire ce qui me touche le plus, la peinture […] Mohammed Dib avait publié L'Incendie. Je me suis dit : Il n'y a pas de raisons que je n'aille pas moi aussi, à Paris faire de la peinture […] Il y avait une certaine inconscience. Avant de faire de la peinture, il fallait vivre et vivre a été pénible. Puisque je me sentais peintre et que je n'avais aucune formation, il a fallu prendre ce qu'il y avait de plus dur, de plus rebutant. Ceci ne me touchait pas puisque j'avais un idéal, mais ça été très dur physiquement. »

Il exerce différents métiers, manœuvre, ouvrier, puis devient en 1961 typographe-maquettiste dans l'imprimerie de son cousin Benbernou Abdelmadjid jusqu'à sa retraite en 1991. Après avoir participé à plusieurs expositions collectives à partir de 1956, notamment à la galerie Duncan, il réalise sa première exposition personnelle à Paris en 1958. Il se lie d'amitié, la même année, avec le poète Jean Sénac, l'écrivain Henri Kréa, Jean Rousselot, le cinéaste Youri, Jean de Maisonseul, puis le peintre Marcel Bouqueton, le graveur Marcel Fiorini et le romancier Jean Pélégri. En 1955, Benanteur séjourne pour la première fois en Bretagne où il passe ensuite toutes ses vacances jusqu'en 1980. Il se marie en mai 1958 avec Monique Boucher.
À partir de 1959, Benanteur pratique la gravure, illustrant de dix eaux-fortes Poésie de Jean Sénac, imprimée chez BAM (Benbernou Abdel Madjid). « Nous nous demandions avec Jean Sénac ce que nous pourrions faire pour servir notre pays. Sénac avait ses poèmes : j'ai eu envie de les illustrer. L'édition d'art m'avait toujours intéressé mais j'étais rebuté par les problèmes financiers. Alors, nous nous sommes dits : avec peu de moyens, ceux dont nous disposons, nous allons donner à l'Algérie une édition digne d'elle ». Il réalise en 1961 quinze dessins pour Matinale de mon peuple de Jean Sénac, avec une préface de Mostefa Lacheraf. Librement inspirés de la graphie arabe, ces dessins le placent aux côtés de Mohammed Khadda comme l'un des premiers peintres du signe, orientation dont son œuvre se détourne cependant rapidement. En 1961, il s'installe à Ivry-sur-Seine.
Dans les années suivantes, Benanteur illustre encore Espoir et parole, anthologie de la poésie algérienne de combat, et trois recueils d'Henri Kréa. En 1962, il présente à la Bibliothèque nationale d'Alger le recueil Poésie de Sénac qu'il a illustré de ses gravures. Il lui est alors proposé la direction de l'École des beaux-arts d'Alger mais, s'estimant incapable d'être peintre et fonctionnaire, il ne l'accepte pas. En 1963, Benanteur participe à l'exposition des « Peintres algériens » organisée à Alger pour les Fêtes du 1er novembre et préfacée par Sénac, puis en 1964 à celle qui est présentée à Paris au musée des Arts décoratifs. De 1960 à 1963, il est soutenu par Paul Gillon. En 1966, il participe à Paris à l'exposition Six peintres du Maghreb et l'accompagne en 1967 à Tunis.

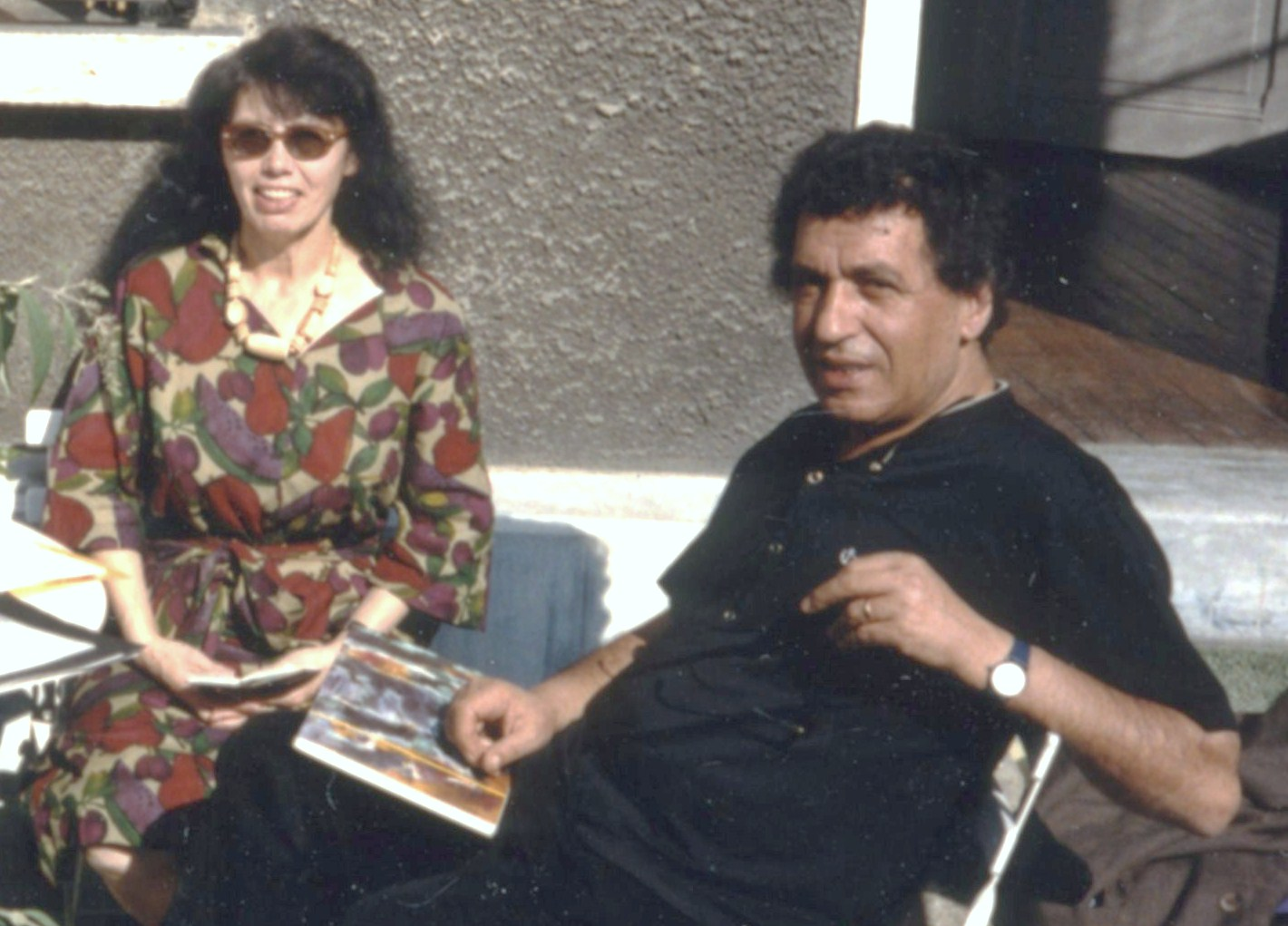
Abdallah Benanteur et Monique Boucher-Benanteur à Ivry-sur-Seine en 1990.

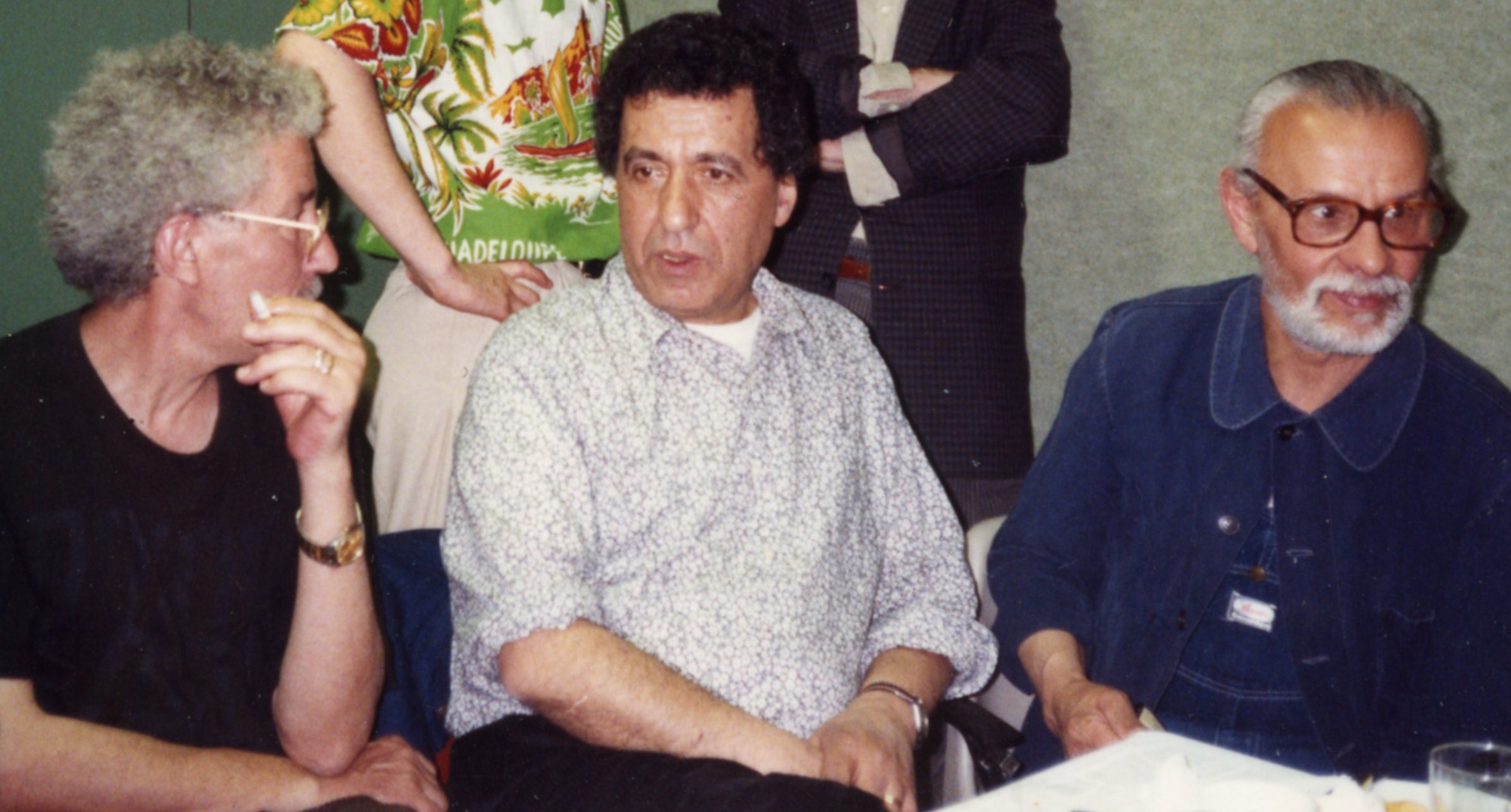
Le poète Malek Alloula, Abdallah Benanteur et le peintre Mohamed Aksouh en 1993.

En 1965, Benanteur fonde la collection « Charef », du prénom de son frère disparu durant la guerre d'Algérie, qui en une quarantaine d'années compte 1 500 ouvrages. Benanteur en choisit les textes parmi les anciens poètes mystiques arabes et persans — Mansur al-Hallaj, Omar Khayyam, Djalâl ad-Dîn Rûmî, Djami, Nizami, Farid al-Din Attar ou Saadi —, qu'il a lus dès son adolescence, les écrivains contemporains nés en Algérie — Djamel Amrani, Mourad Bourboune, Henri Kréa, Jean Pélégri, Jules Roy ou Jean Sénac —, les écrivains européens — Friedrich Hölderlin, Emily Dickinson, Arthur Rimbaud, Oscar Vladislas de Lubicz-Milosz, Marguerite Yourcenar ou Dylan Thomas — et les poèmes de sa femme, Monique Boucher, également artiste peintre. Benanteur conçoit la typographie de ses livres, exécute lui-même la composition et l'impression à un nombre limité d'exemplaires, qu'il enrichit d'épreuves d'essai de ses gravures, de dessins et de gouaches. Une rétrospectives de ses œuvres graphiques est présentée au musée d'Art moderne de la ville de Paris en 1970. Il achète la même année à Ivry-sur-Seine, non loin de son domicile, une ancienne boulangerie qu'il transforme en atelier.
Benanteur est professeur à l'École nationale supérieure des beaux-arts de Paris (section Livre) puis à l'École nationale supérieure des arts décoratifs de 1971 à 1974. Il est nommé membre du comité de la Jeune gravure contemporaine, du comité national du livre illustré français, de la BnF et de la bibliothèque de l'Arsenal.
En 1980, Benanteur visite les musées de Madrid et de Tolède et effectue en 1981 un premier voyage en Italie où il revient chaque été jusqu'en 1987. Il se consacre entièrement à la peinture à partir de 1983, exposant chaque année son travail à la galerie Claude Lemand et réalise de très nombreux livres à exemplaire unique, illustrés de gravures, gouaches ou aquarelles. Sous le titre Abdallah Benanteur, le peintre des poètes, l'Institut du monde arabe expose en février et mars 2003 ses peintures et œuvres sur papier.
Il meurt le 31 décembre 2017 à l'hôpital Charles-Foix à Ivry-sur-Seine,.

### Famille
Il est le père du photographe Dahmane (de), né en 1959.

## Œuvres

### Son style
« J’ai été très jeune attiré par le dessin. Ma chance a peut-être été toute une suite de longues maladies infantiles qui m’ont retenu à la maison. À onze ans, je dessinais beaucoup, des fleurs, des natures mortes avec des citrons, plus tard des portraits. J’en suis arrivé à la peinture. J’ai copié des reproductions en noir et blanc de Rembrandt. J’ai aimé les classiques du XIXe siècle, notamment Monticelli de qui il y avait plusieurs toiles au musée d’Oran. Après, j’ai découvert Matisse, Paul Klee, éblouis par cet Orient coloré qu’ils avaient peint et que je ne connaissais pas. Mais aussi Franz Marc et l’expressionnisme allemand », a confié Benanteur.

Lorsqu'il s’installe en 1953 à Paris, c’est tout naturellement qu’il entre, formé dans la vision abstraite des signes qui parsèment les poteries, les tapis et les coffres de son enfance, dans le chemin de la non-figuration. 

« L'art, dans nos pays, a eu généralement tout au long de l'histoire une expression abstraite […] Le langage des lignes, des formes et des couleurs s'adapte naturellement au sens intuitif des Algériens. Un Maghrébin, quel qu'il soit, voit abstrait », non sans préciser : « le rôle du peintre algérien est de s'intégrer dans la peinture tout court; le seul problème, pour nous, c'est d'être des peintres valables, d'Algérie ou d'ailleurs. »

Entre gris et ocres éteints, bleus et verts assourdis, une lumière souvent lunaire éclaire alors ses toiles. Benanteur y desserre bientôt l’entrelacs de ses arabesques, Les lignes des ancêtres (1957) font paraître comme les fragments d’écritures disparues. À travers un mince réseau de nervures et craquelures, leurs signes se ramifient puis s’enchevêtrent. Les tonalités aurorales virent aux bruns sourds des écorces, aux ocres des sables et des roches désertiques (Sur les bords du Nil, 1958 ; Hoggar, 1959).
« Le monochrome l’a emporté dans ma peinture », confiera Benanteur, « pendant cinq ans, c’est l’ocre qui a régné, avec ses dégradés, miel et sable ». À partir de 1960, les larges touches de la couleur s’épaississent sur ses toiles, recouvrent la fine grille qui les articulait. Puis sa peinture semble, autour de 1962, s’installer au bord de terres obscures que n'éclairent plus que de lointaines marbrures. « Moi qui suis né dans ce pays, je ne vois pas l'Orient, le Maghreb tellement colorés. Finalement c'est une vision de l'Occident […] Ma peinture n'est pas colorée parce qu'on attache, le Maghrébin du moins, plus d'importance à l'espace […] Il est plus sensible, et c'est là qu'il est marqué, à ce qu'il y a de discret, de plus effacé : ce que les Européens ont tendance à taxer de monotonie ». Après cette « période noire », c'est comme depuis l'autre côté de l'ombre que la lumière réapparaît, en 1970, par degrés, irréelle, dans les halos de mystérieux Pots ou flacons l'irradiant au milieu de l'ombre. De leur clarté interne resurgissent les couleurs, intenses à nouveau. Quatre ans plus tard, après une visite à sa mère en Algérie, le cortège des Errantes, qui figurent dans la collection de l'Institut du monde arabe, annonce la longue suite des Visiteuses. Dans un espace de nulle part cheminent de toile en toiles de pâles présences indécises, sur le point de prendre forme au bord de leur disparition.

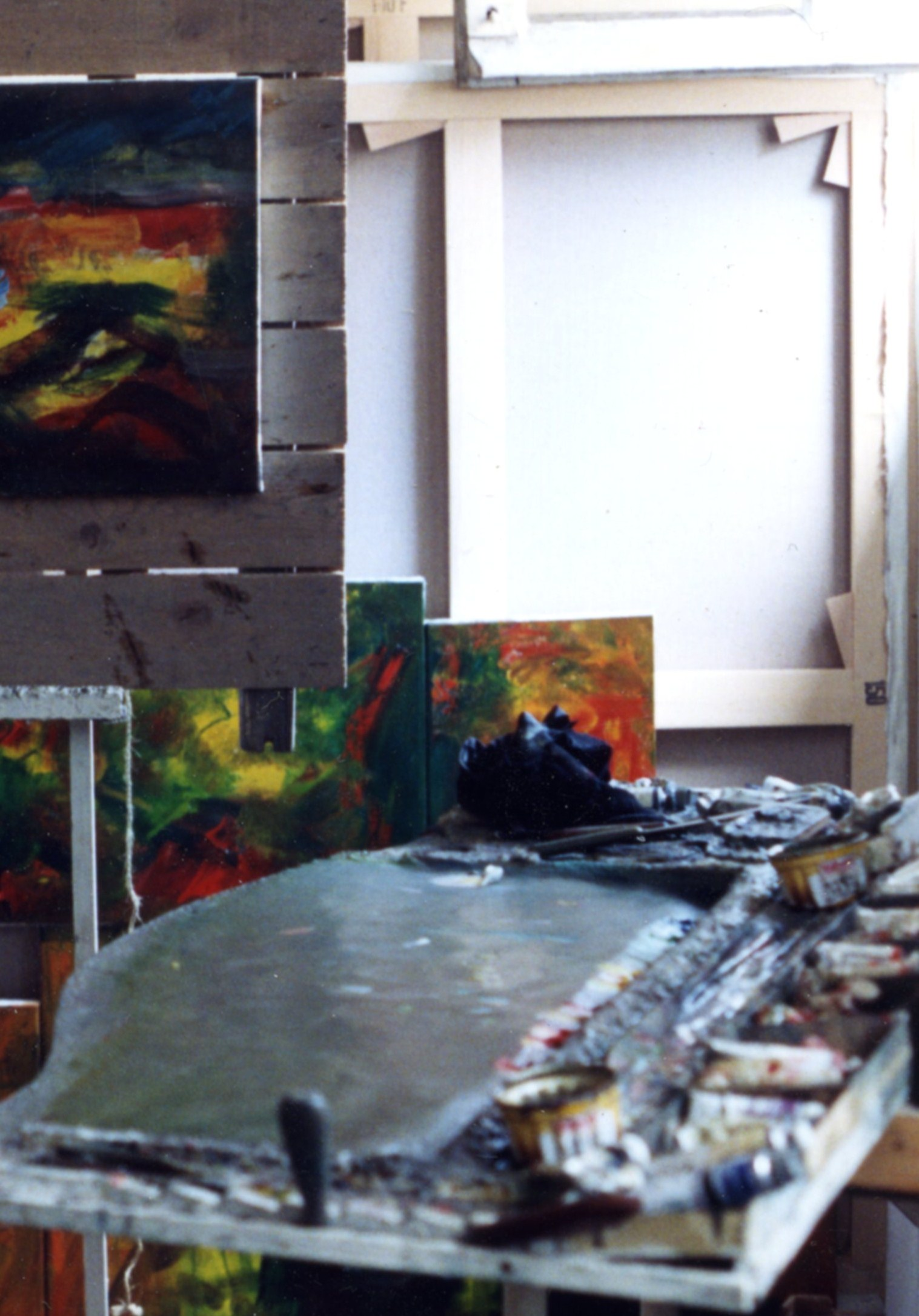
L'atelier de Benanteur à Ivry-sur-Seine vers 1990.

La peinture de Benanteur ne cesse par la suite de s’ajourer, s’imprègne après 1976 de toutes les tonalités de l’aube et du couchant. Dans ses coulées d'ambre parmi des massifs de bleus profonds, un polyptyque de cinq mètres de longueur reconduit en 1981 le peintre dans les gammes les plus solaires. Une sorte d' « ultra-lumière », comme en fusion, décolore de son incandescence le centre ou la partie supérieure de ses toiles. Dans les diptyques et polyptyques qu'il multiplie alors Benanteur retrouve les rives d'une Méditerranée dont l'au-delà du souvenir avive les éclats (Paysage à Médéa, 1984 ; Pâturages de lumière, 1985 ; Retour à Tipaza, 1986 ; Le Printemps au village, 1988). « J'ai toujours le sentiment de n'avoir jamais quitté mon pays parce qu'il m'accompagne partout », dit Benanteur. Aériennes, plus claires ou plus obscures selon l’élément devant lequel elles glissent, de minuscules silhouettes les demeurent, solitaires ou réunies en groupes, que le peintre nomme au gré de son humeur (Les Élus, 1987 ; Les Contemplatifs, 1988 ; Les Faiseurs de nuages, Les Pythonisses, 1989 ; La Poétesse, Les Couples, 1990). Tout à la fois visions oniriques de l'univers des ancêtres, résurgence des marchés et fêtes de l'enfance, dialogue avec les œuvres classiques de la peinture italienne ou flamande, cette foule anonyme donne à l'espace une dimension d'immensité, un climat de Sérénité (1989).
À partir de 1991, Benanteur s’engage dans une série de plus larges « voyages » imaginaires (Promenade en Perse, En Orient, En Inde, Au Pakistan, En Algérie, Djurdjura, Au Cachemire). De toile en toile s'étend un « Haut-Pays » resserré de gorges et défilés, cols et falaises, éboulis, clairières et bosquets. Les horizons s’y étagent en lointains massifs, la couleur semblant sourdre des porosités de la roche, des écailles du sol, des failles des montagnes. Dans des lumières plus voilées ces paysages non figuratifs laissent place, sur la fin des années 1990, à une présence plus diffuse des éléments. Jamais Benanteur n'y représente la nature dans la réalité de ses spectacles mais, en réfractant l'élan pur de couleurs et de lumières, jamais sa peinture ne la quitte d'un instant.

### Œuvres répertoriées
Œuvres les plus notables :
- Algérie
  - musée national des beaux-arts d'Alger : Souffle mouillé
- Émirats arabes unis
  - Barjeel Art Foundation à Charjah : Sous-bois, 1957, huile sur panneau, 57 × 34 cm
- France
  - Musée de l'Institut du monde arabe à Paris : Le Hoggar, 1960, huile sur toile, 100 × 200 cm
- Liban
  - Dalloul Art Foundation à Beyrouth : L'Espagnole, 1972, huile sur toile, 116 × 81 cm

## Citation
Dans une interview accordée à l'hebdomadaire algérien Ruptures en 1993, Benanteur déclare :

« Chaque matin, quand j’ouvre la porte de mon atelier, j’entends l’art se dire : "Voici le toqué qui vient chez moi". J’adresse ma reconnaissance à l’art mais je ne l’ai jamais entendu me remercier. Je voudrais m’effacer dans l’art. Être peintre, c’est être le « larbin » de l’art, et peu de gens l’acceptent. Ça me chagrine d’être un enfant de notre époque car elle est artistiquement la plus mauvaise et la plus complaisante. Tout en étant petit artistiquement, on a la possibilité d’être consacré grand médiatiquement. Ce sont les médias qui créent, diffusent et consacrent les célébrités. Finalement, ce que l’on sait sur la personne n’existe pas, la personne du peintre est un obstacle entre lui et la peinture. C’est en nous effaçant en elle que nous la ferons exister. Dans les musées, devant la glorieuse production du passé, je ne me sens pas un seul instant peintre. Devant les glorifications de la modernité, par contre, je me sens à nouveau peintre. Chaque fois que je regarde les œuvres du passé, ma foi dans l’art en tant que valeur sûre et absolue augmente. »

— « Entretien avec Benanteur, propos recueillis par O. Hadjari »

## Principales expositions personnelles
- 1957 : Benanteur, peintures, galerie Cimaise, Paris.
- 1958 : Benanteur, peintures et aquarelles, Club des Quatre-Vents, Paris.
- 1959 : Benanteur, peintures, Worpswede Kunstalle (Allemagne). Exposition itinérante, Stuttgart, Hambourg, Copenhague.
- 1960 : Benanteur, aquarelles, Philadelphie.
- 1960 : Benanteur, aquarelles, Hambourg.
- 1960 : Benanteur, peintures et aquarelles, Lausanne.
- 1961 : Matinales de mon peuple, poèmes de Jean Sénac, dessins de Benanteur, librairie-galerie Le Fanal (Paul Moatti), Paris.
- 1962 : Diwân du môle, poèmes de Jean Sénac, gravures de Benanteur, librairie Dominique, Paris ; Bibliothèque nationale, Alger.
- 1963 : Espoir et parole, anthologie poétique par Denise Barrat, dessins de Benanteur, Imprimerie de Beaune, Paris.
- 1964 : Benanteur, peintures, aquarelles et gravures, galerie Herbinet, Paris.
- 1965 : Six poèmes d'Emily Dickinson, gravures de Benanteur, librairie-galerie Le Fanal, Paris.
- 1967 : Benanteur, peintures, Association France-Algérie, Paris.
- 1967 : Benanteur, aquarelles, galerie Bernier, Paris.
- 1970 : Benanteur, peintures, aquarelles et livres, Centre Jean Dolent, Paris.
- 1970 : Benanteur, œuvres graphiques, A.R.C., musée d'Art moderne de la ville de Paris.
- 1971 : L'Air pauvre, poèmes de Monique Boucher, gravures de Benanteur, librairie Les Aliscans, Paris.
- 1972 : Œuvres graphiques; La Pêche aux évidences, poèmes de Youri, gravures de Benanteur, Art-Investigation, Paris.
- 1977 : Benanteur, peintures et œuvres graphiques, palais des Arts et de la Culture, Brest.
- 1979 : Benanteur, gravures, galerie Bernier, Paris.
- 1980 : 32 ouvrages composés, illustrés et imprimés par Benanteur, librairie Nicaise, Paris.
- 1982 : Benanteur, Les illuminations de Al-Hallaj, polyptyque, Lyon.
- 1984 : Benanteur, 72 livres de bibliophilie, librairie Nicaise, Paris.
- 1986 : Benanteur, peintures récentes, galerie Protée, Paris.
- 1987 : Benanteur, peintures, Centre culturel algérien, Paris.
- 1987 : Benanteur, peintures, aquarelles, dessins, gouaches, livres de bibliophilie, Palais des congrès, Bruxelles.
- 1988 : Benanteur, peintures et lavis, galerie Étienne Dinet, Paris.
- 1988 : Exquis Hiroshige, poèmes de Monique Boucher, gravures de Benanteur, librairie Nicaise, Paris.
- 1989 : Benanteur, Pâturages de lumière, peintures ; Le Dernier Amour du Prince Genghi de Marguerite Yourcenar, gravures de Benanteur, galerie Claude Lemand, Paris.
- 1989 : Benanteur, gravures, galerie ISMA, Alger. Donation de l'artiste au profit d'une association algérienne pour enfants ...
- 1990-1991-1992 : Benanteur, peintures récentes, galerie Claude Lemand, Paris.
- 1993 : Benanteur, œuvres sur papier, musée national des beaux-arts, Alger. Donation de l'artiste au profit d'une association algérienne pour enfants ...
- 1993 : Benanteur, peintures récentes, galerie Claude Lemand, Paris.
- 1994 : Benanteur, peintures des années 80, galerie Claude Lemand, Paris.
- 1994 : Benanteur, peintures récentes, galerie Claude Lemand, Paris.
- 1995 : Benanteur, Lumière et mémoire, Peintures de 1991 à 1995, galerie Claude Lemand, Paris.
- 1996 : Benanteur, Le triomphe de la Peinture, grands formats, galerie Claude Lemand, Paris.
- 1997 : Benanteur, peintures et aquarelles récentes, galerie Claude Lemand, Paris.
- 1998 : Benanteur, Pays-Paysages, Peintures récentes, galerie Claude Lemand, Paris.
- 1998 : Benanteur, aquarelles, 1958-1996, galerie Claude Lemand, Paris.
- 1999-2000-2001 : Benanteur, peintures récentes, galerie Claude Lemand, Paris..
- 2002 : Benanteur, peintures et signature du volume 1 de la monographie, galerie Claude Lemand, Paris.
- 2003 : Benanteur, peintures, 1960-2003, Art Paris, Carrousel du Louvre, stand de la galerie Claude Lemand, Paris.
- 2003 : Abdallah Benanteur, le peintre des poètes, rétrospective, Institut du monde arabe, Paris.
- 2003 : Benanteur, Paysages de la Colère, peintures récentes, galerie Claude Lemand, Paris.
- 2003 : Benanteur, Paysages de la Nostalgie, peintures anciennes, galerie Claude Lemand, Paris.
- 2004 : Benanteur, peintures récentes et portfolios, galerie Claude Lemand, Paris.
- 2005 : Benanteur, œuvres graphiques et signature du volume 2 de la monographie, galerie Claude Lemand, Paris.
- 2006 : Benanteur, peintures récentes, galerie Claude Lemand, Paris.
- 2007 : Benanteur, artiste du Livre, galerie Claude Lemand, Paris.
- 2008 : Benanteur, peintures récentes, galerie Claude Lemand, Paris.
- 2008 : Benanteur, peintures, Art Paris, galerie Protée, Paris.
- 2010 : Benanteur, peintures des années 80, Espace Claude Lemand, Paris.
- 2010 : Benanteur, peintures, 1995-2010, galerie Claude Lemand, Paris.
- 2011 : Benanteur, peintures récentes, 2001-2011, galerie Claude Lemand, Paris.
- 2012 : Benanteur, Un itinéraire, peintures, 1959-2011, grands formats, Espace Claude Lemand, Paris.
- 2012 : Benanteur, Un itinéraire, peintures, 1957-2011, formats moyens et petits, galerie Claude Lemand, Paris.
- 2013 : Benanteur, Paysages au-delà du Paysage, peintures des années 1990, Espace Claude Lemand, Paris.
- 2013 : Benanteur, Du Désert au Jardin, peintures de 1959 à 1989, Espace Claude Lemand, Paris.
- 2013 : Benanteur, Paysages au-delà du Paysage, peintures de 1959 à 1999, Espace Claude Lemand, Paris.
- 2014 : Benanteur, Le Chant de la Terre, peintures, 1982-1992, galerie Claude Lemand, Paris.
- 2015 : Benanteur, Art Dubai Modern 2015, stand de la galerie Claude Lemand, Paris.
- 2015 : Benanteur, peintures, 1959-2011', Espace Claude Lemand, Paris.
- 2016 : Benanteur, Une Passion à partager, peintures, 1955-2011, galerie Claude Lemand, Paris.
- 2017 : Benanteur, Le Testament, peintures ultimes, 2003-2011, galerie Claude Lemand, Paris.
- 2018 : Abdallah BENANTEUR, Le Chant de la Terre, Peintures et oeuvres graphiques, Rétrospective-Hommage, Musée de l'Hospice Saint-Roch, Issoudun.
- 2019 : Benanteur. Une oeuvre de lumière, peintures 1953-2003, Centre d'art Le Garage, Amboise.
- 2021 : Benanteur. Le Chant de la Terre, peintures des années 1980, Musée des beaux-arts, Angoulême.